# Haplomitriaceae
Haplomitriales (trước đây Calobryales) là một bộ Rêu tản. Bộ này còn có tên gọi là Calobryales theo một số tài liệu, nhưng chi Calobryum là đồng nghĩa của Haplomitrium.
Bộ này chỉ có 1 họ, Haplomitriaceae, và có một chi còn sinh tồn Haplomitrium.

## Các loài
- Gessella, Poulsen (hóa thạch)
- Haplomitrium cooperi, Nees.
- Haplomitrium gibbsiae
- Haplomitrium scalia, Nees.